# Псевдогалюцинація
Псевдогалюцина́ція (син.: помилкова галюцинація; від дав.-гр. ψεῦδος.дав.-гр. ψεῦδος. ψεῦδος — брехня, лат. hallutinatio.  — мара) — образ, який виникає у свідомості при відсутності реального об'єкту сприйняття, котрий характеризується визначеністю почуттів, конкретністю, але, на відміну від істинних галюцинацій, не ототожнюється з існуючими у дійсності предметами і явищами. Псевдогалюцинації зустрічаються набагато частіше, ніж галюцинації.
Термін «псевдогалюцинація» був вперше вжитий німецьким психіатром У. Хагеном (Гагеном) (d). Розробка вчення про псевдогалюцинації  — це заслуга російського вченого В. Х. Кандинського.

## Основні ознаки
Налічується три основні ознаки, що відрізняють псевдогалюцинації від істинних галюцинацій:
- інтрапроєкція. Псевдогалюцинації виникають лише у суб'єктивному психічному просторі хворого[3], котрий сприймає їх не звичайними органами відчуттів, а «бачить внутрішнім оком», «чує внутрішнім слухом»[4].
- почуттєва яскравість. Як відзначав ще В. Х. Кандинський, образи псевдогалюцинацій набагато реалістичніші, чим «образи згадування і фантазії»[5] (що простежується не тільки у цілому, але і у найдрібніших деталях[5][3]), і зникають з пам'яті зразу, а не поступово[5][3].
- відчуття «зробленості». Хворий сприймає ілюзорні образи як результат насильного впливу ззовні. Таке відчуження особистого психічного акта ріднить псевдогалюцинації з іншими проявами синдрому Кандинського — Клерамбо, зокрема — маячні ідеї виту.

## Види псевдогалюцинацій
Псевдогалюцинації, як і істинні галюцинації, класифікують за органами відчуттів:
- зорові псевдогалюцинації виникають при ясній свідомості[6]. При таких розладах сприйняття хворі бачать «крізь стіни будівель», споглядають різноманітні картини, котрі їм демонструють. Ілюзорні образи легко відрізнити від реальних, оскільки перші характеризуються відсутністю тілесності, об'єктивності.
- при слухових псевдогалюцинаціях хворі чують «звучання думок», «відлуння думок», «розмови у голові декількох голосів». «Джерела звуку» при цьому можуть перебувати у незвичайному місці (у животі) або на нереальній для сприйняття відстані (на Марсі). Псевдогалюцинації також можуть носити характер беззвучних окликів або звертань по зменшеному імені, що належить незнайомим особам (симптом Каннабіха-Ліознер, відзначається у маніфестній стадії шизофренії). Деякі дослідники також виділяють аперцептивні псевдогалюцинації, котрі являються різновидом слухових: їх характеризує відчуття «витягування» або, навпаки, «вбивання» думок[7]. До слухових псевдогалюцинацій близькі психічні галюцинації Байярже, при яких хворі чують «беззвучні голоси», «беззвучні думки», «таємний внутрішній голос».
- нюхові і смакові псевдогалюцинації характеризуються суб'єктивним відчуттям «зробленості» запахів і смаків, котрі найчастіше неприємні для пацієнта.
- при рухових (кінестетичних, пропріоцептивних) псевдогалюцинаціях виникає ілюзія нав'язаності ззовні тих або інших рухів.
- при вербальних псевдогалюцинаціях хворі відчувають, що органи мовлення починають діяти мимоволі, що їхньою мовою виголошують слова або цілі фрази.

У деяких випадках можливі комбінації різних видів псевдогалюцинацій. Так, один з пацієнтів В. Х. Кандинского стверджував, що перебуває під наглядом таємних агентів — «токістів», які передають йому свої повідомлення за допомогою електричного току («при цьому хворий повинен внутрішньо <…> чути те, що хочуть його змусити чути токісти» — типовий приклад псевдогалюцинацій слуху), викликають неприємні смакові і нюхові відчуття, «фальсьфікують» думки, демонструють його «душевним очам» непристойні образи.

## Пов'язанні розлади
Псевдогалюцинації зазвичай входять у структуру синдрому Кандинского — Клерамбо. Спостерігають при шизофренії, систематичній парафренії (у основному, зорові), при хронічних екзогенних психозах (у основному, зорових).